# ته منگان
ته منگان، روستایی از توابع بخش سرولایت شهرستان نیشابور در استان خراسان رضوی ایران است.

## جمعیت
این روستا در دهستان برزنون قرار دارد و براساس سرشماری مرکز آمار ایران در سال ۱۳۸۵، جمعیت آن زیر سه خانوار بوده‌است.